# XVI з'їзд Комуністичної партії Молдавії
XVI з'їзд Комуністичної партії Молдавії — з'їзд Комуністичної партії Молдавії, що відбувся 23—25 січня 1986 року в місті Кишиневі.

## Порядок денний з'їзду
1. Звіт ЦК КПМ
2. Звіт Ревізійної Комісії КПМ
3. Вибори керівних органів КПМ.

## Керівні органи партії
Обрано 125 членів ЦК КПМ, 55 кандидатів у члени ЦК КПМ та 31 члена Ревізійної Комісії КПМ.

### Члени Центрального комітету КП Молдавії
- Азман Степанида Володимирівна — бригадир бригади колгоспу «Гігант» Вулканештського району
- Алексей Панас Іванович — 1-й секретар Теленештського райкому КПМ
- Ангелі Федір Панасович — директор Молдавського інформаційного агентства (АТЕМ) при РМ Молдавської РСР
- Антон Георгій Філаретович — 1-й секретар Страшенського райкому КПМ
- Арнаут Ілля Ілліч — 1-й секретар Чадир-Лунзького райкому КПМ
- Белічук Г.І. — 1-й секретар Дрокіївського райкому КПМ
- Бобок Віра Павлівна — токар Криулянського спеціалізованого ремонтного підприємства
- Бобуцак Валерій Георгійович — міністр торгівлі Молдавської РСР
- Болбат Іван Семенович — міністр будівництва і експлуатації автомобільних доріг Молдавської РСР
- Борець Віктор Васильович — начальник Головного управління із керівництва монтажними і спеціальними будівельними роботами на об'єктах будівництва в Молдавській РСР Мінмонтажспецбуду СРСР
- Борисов Г.Г. —
- Боцу Павло Петрович — 1-й секретар правління Спілки письменників Молдавської РСР
- Будіштян Максим Ананійович — 1-й секретар Леовського райкому КПМ
- Бужак Іван Іванович — 1-й секретар Кантемирського райкому КПМ
- Бужениця Ілля Іванович — 1-й секретар ЦК ЛКСМ Молдавії
- Бумбак В.І. —
- Васалатій Григорій Іванович — міністр лісового господарства Молдавської РСР
- Власов Євген Іванович — завідувач відділу будівництва і міського господарства ЦК КПМ
- Волков Гаврило Мойсейович — голова Комітету державної безпеки Молдавської РСР
- Волосюк Василь Михайлович — міністр юстиції Молдавської РСР
- Воронін Володимир Миколайович — 1-й секретар Бендерського міськкому КПМ
- Воронін Петро Васильович — голова Комітету народного контролю Молдавської РСР
- Воротило Андрій Степанович — завідувач економічного відділу ЦК КПМ
- Гандрабура Олександр Дмитрович — 1-й секретар Бесарабяського райкому КПМ
- Гінкул Олександр Семенович — 1-й секретар Оргіївського райкому КПМ
- Глєбов Віталій Іванович — 1-й секретар Тараклійського райкому КПМ
- Гончаров Микола Васильович — член Військової ради — начальник Політичного управління військ Південно-Західного напряму, генерал-полковник
- Графов Сергій Сергійович — голова Державного комітету Молдавської РСР у справах будівництва
- Гросу Іван Михайлович — завідувач відділу культури ЦК КПМ
- Гроссу Семен Кузьмович — 1-й секретар ЦК КПМ
- Гурдуза Катерина Павлівна — бригадир тютюнової бригади колгоспу Флорештського району
- Гуцу Іван Тимофійович — завідувач відділу промисловості ЦК КПМ
- Даниленко Валентин Дмитрович — редактор журналу «Комуністул Молдовей»
- Делєв Андрій Васильович —
- Демченко Іван Іванович — міністр промисловості будівельних матеріалів Молдавської РСР
- Демченко Олександр Максимович — 1-й секретар Совєтського райкому КПМ
- Д'єур Михайло Пилипович — завідувач відділу адміністративних органів ЦК КПМ
- Дигай Гліб Григорович — заступник голови Президії Верховної ради Молдавської РСР
- Драганюк Кирило Олексійович — міністр охорони здоров'я Молдавської РСР
- Дубалар Павло Георгійович — 1-й секретар Каменського райкому КПМ
- Єремей Григорій Ісидорович — голова Молдавської республіканської ради профспілок
- Єремія Михайло Дмитрович — редактор газети «Молдова Сочіалісте»
- Жданов Олександр Георгійович — 1-й секретар Лазовського райкому КПМ
- Житнюк Галина Михайлівна — міністр легкої промисловості Молдавської РСР
- Жученко Олександр Олександрович — президент Академії наук Молдавської РСР
- Зіду Дмитро Георгійович — міністр освіти Молдавської РСР
- Іовв Василь Матвійович — 1-й секретар Бельцького міськкому КПМ
- Каленик Євген Петрович — 1-й заступник голови Ради Міністрів Молдавської РСР, голова Державного агропромислового комітету Молдавської РСР
- Калін Іван Петрович — голова Ради Міністрів Молдавської РСР
- Карайон Омелян Мефодійович — завідувач відділу інформації і закордонних зв'язків ЦК КПМ
- Карпов Борис Петрович — начальник Головного управління енергетики і електрифікації при РМ Молдавської РСР
- Карпова Марія Іванівна — бригадир заводу імені Кірова міста Тирасполя
- Кердиваренко Василь Олександрович — міністр вищої і середньої спеціальної освіти Молдавської РСР
- Кишлар Олександр Степанович — міністр меліорації і водного господарства Молдавської РСР
- Кіктенко Володимир Костянтинович — 1-й секретар Кишинівського міськкому КПМ
- Кіріяк Неля Павлівна — заступник голови Ради Міністрів Молдавської РСР
- Кіров Іван Дмитрович — 1-й секретар Рибницького райкому КПМ
- Кожухар Петро Семенович — голова Партійної комісії при ЦК КПМ
- Козуб Костянтин Іванович — начальник Центрального статистичного управління Молдавської РСР
- Колибаба Іван Васильович — 1-й секретар Ніспоренського райкому КПМ
- Константинов Антон Сидорович — міністр культури Молдавської РСР
- Корнован Дмитро Семенович — постійний представник Ради Міністрів Молдавської РСР при Раді Міністрів СРСР
- Костін Пантелеймон Дмитрович — голова правління Молдавської спілки споживчої кооперації
- Которобай Іван Захарович — робітник Кишинівського тракторного заводу
- Крецул Дмитро Володимирович — бригадир комплексної бригади
- Круликовська Євгенія Антонівна — директор радгоспу «Михайлівський» Лазовського району
- Крушелинський Максим Іванович — 1-й секретар Черненковського райкому КПМ
- Кудрявцева Нателла Данилівна — міністр місцевої промисловості Молдавської РСР
- Кутиркін Владислав Георгійович — заступник голови Ради Міністрів Молдавської РСР, голова Державної планової комісії Молдавської РСР
- Кутковецький Микола Панасович — 1-й секретар Флорештського райкому КПМ
- Лавранчук Георгій Іванович — міністр внутрішніх справ Молдавської РСР
- Лещинський Валентин Борисович — керуючий справами ЦК КПМ
- Лозан Степан Іванович — голова Державного комітету Молдавської РСР із телебачення і радіомовлення
- Любашин Іван Ілліч — завідувач загального відділу ЦК КПМ
- Марченко Максим Іванович —
- Мельник Ганна Василівна — секретар Президії Верховної Ради Молдавської РСР
- Мельник Костянтин Олексійович — завідувач відділу торгівлі і побутового обслуговування ЦК КПМ
- Мокану Олександр Олександрович — голова Президії Верховної Ради Молдавської РСР
- Несмеянов А.А. —
- Одобеску Віра Сергіївна — розкрійниця Кишинівської взуттєвої фабрики «Зоріле»
- Павлов Іван Олександрович — робітник заводу «Електромаш» міста Тирасполя
- Палій Іван Пантелійович — 1-й секретар Кагульського райкому КПМ
- Панфілов Іван Панасович — редактор газети «Советская Молдавия»
- Пахалюк Федір Іванович — механізатор колгоспу «Маяк» Окницького району
- Петрик Павло Петрович — секретар ЦК КПМ
- Платон Михайло Сергійович — голова Кишинівського міськвиконкому
- Поляков Микола Дмитрович — заступник голови Ради Міністрів Молдавської РСР
- Попович Іван Васильович — 1-й секретар Ришканського райкому КПМ
- Проценко В'ячеслав Олександрович — голова РКДО «Молдплодовочпром»
- Пшеничников В'ячеслав Костянтинович — завідувач відділу організаційно-партійної роботи ЦК КПМ
- Рошка Сергій Дмитрович — завідувач відділу пропаганди і агітації ЦК КПМ
- Руньковський Валеріан Васильович — 1-й секретар Ново-Аненського райкому КПМ
- Руссу Іон Миколайович — 1-й секретар Слободзейського райкому КПМ
- Рябчич Віктор Андрійович — голова Ради колгоспів Молдавської РСР
- Савочко Борис Миколайович — заступник голови Ради Міністрів Молдавської РСР
- Самородський Віктор Андрійович — 1-й секретар Флорештського райкому КПМ
- Сангелі Андрій Миколайович — 1-й секретар Дондюшанського райкому КПМ
- Семенов Владислав Федорович — секретар ЦК КПМ
- Сербін Іван Калістратович — 1-й секретар Глодянського райкому КПМ
- Сидоренко Сергій Степанович — заступник голови Президії Верховної Ради Молдавської РСР
- Синьов Віктор Григорович — голова Тираспольського міськвиконкому
- Скуртул Максим Васильович — директор Музею історії КПМ
- Смирнов Віктор Ілліч — 2-й секретар ЦК КПМ
- Снегур Мірча Іванович — секретар ЦК КПМ
- Старчук Е.В. —
- Стратулат Борис Миронович — завідувач відділу науки і навчальних закладів ЦК КПМ
- Табунщик Георгій Дмитрович — 1-й секретар Комратського райкому КПМ
- Терехов Борис Павлович — міністр меблевої і деревообробної промисловості Молдавської РСР
- Тузлов Михайло Іванович — міністр заготівель Молдавської РСР
- Узун Микола Іванович — міністр будівництва Молдавської РСР
- Урзіка Іван Кирилович — 1-й секретар Григоріопольського райкому КПМ
- Устіян Іван Григорович — професор кафедри політичної економії Молдавського еккономічного інституту
- Фефілова О.М. —
- Циу Микола Антонович — завідувач відділу сільського господарства і харчової промисловості ЦК КПМ
- Цуркан Леонід Васильович — 1-й секретар Тираспольського міськкому КПМ
- Чебан Іван Іванович — прокурор Молдавської РСР
- Чумаченко В'ячеслав Костянтинович — генеральний директор виробничого об'єднання
- Чьорба Георгій Петрович — 1-й секретар Єдинецького райкому КПМ
- Шапа Петро Іванович — заступник голови Ради Міністрів Молдавської РСР
- Шатохіна Марія Сидорівна — завідувач відділу легкої промисловості і товарів народного споживання ЦК КПМ
- Шершун Іван Петрович — оператор «Колгоспживпрому» Белцького району
- Шиманський Георгій Миколайович — 1-й секретар Чимішлійського райкому КПМ
- Шутка Лідія Прокопівна — директор Кишинівської середньої школи №2
- Якубенко Станіслав Максимович — завідувач відділу транспорту і зв'язку ЦК КПМ
- Ярандіна Ольга Петрівна — паяльниця Бендерського заводу «Електроапаратура»

### Кандидати у члени Центрального комітету КП Молдавії
- Безнощенко Сергій Григорович — військовий комісар Молдавської РСР
- Бондар В.М. —
- Будяну А.Л. —
- Вода Василь Дмитрович — 1-й секретар Вулканештського райкому КПМ
- Гарєв В.Ф. —
- Гарштя М.М. —
- Герасимов Юрій Михайлович — начальник управління Молдавської залізниці
- Гураль Лідія Іванівна — директор радгоспу «Малаєштський» Оргіївського району
- Дерменжі Михайло Михайлович — 1-й секретар Котовського райкому КПМ
- Джесмеджіян Артем Аршакович — помічник 1-го секретаря ЦК КПМ
- Дикусар Лідія Данилівна — прядильниця Тираспольського виробничого бавовняного об'єднання
- Доментій В.Н. —
- Доментій Н.Г. —
- Дудеу Микола Іванович — 1-й секретар Фрунзенського райкому КПМ
- Думбраван Михайло Георгійович — голова колгоспу імені Кірова Ришканського району
- Журавльов Петро Олександрович — токар виробничого об'єднання «Рахункомаш»
- Зазимко Анатолій Пилипович —
- Закревський В.В. —
- Комендант Петро Васильович — міністр закордонних справ Молдавської РСР
- Коренєв А.А. —
- Кудрявцев В.А. —
- Кушнір Григорій Іванович — голова Державного комітету Молдавської РСР із професійно-технічної освіти
- Лефтер Валентин Якович —
- Лешан Микола Григорович — заступник міністра — начальник Четвертого головного управління Міністерства охорони здоров'я Молдавської РСР
- Лешану Іван Іванович — 2-й секретар Кишинівського міськкому КПМ
- Мельник Н.І. —
- Микитюк Л.В. —
- Мирон Антон Семенович — 1-й секретар Сорокського райкому КПМ
- Мироник Алла Казимирівна — 1-й секретар Ленінського райкому КПМ
- Моложен В.А. —
- Мунтян І.Н. —
- Мунтян Лідія Олексіївна — зварювальниця пластмаси Кишинівського об'єднання хімічних підприємств
- Мунтяну Дмитро Іванович — голова Комітету з фізичної культури і спорту при РМ Молдавської РСР
- Мустя Г.І. —
- Некіт Г.В. —
- Парфенов Віталій Георгійович — голова Державного комітету Молдавської РСР із матеріально-технічного постачання
- Петраш Валентин Миколайович — редактор газети «Вяца сатулуй»
- Попов М.Х. —
- Раце Є.Г. —
- Руссу Василь Митрофанович — 1-й секретар Дрокіївського райкому КПМ
- Руссу Василь Петрович — міністр зв'язку Молдавської РСР
- Салі Н.А. —
- Селіна Анна Іванівна — секретар Молдавської республіканської ради профспілок
- Собор Євген Васильович — голова Державного комітету із кінематографії Ради міністрів Молдавської РСР
- Станєв В.Ф. —
- Терещенко Михайло Михайлович — начальник Молдавського управління цивільної авіації
- Ткаченко Володимир Михайлович — 1-й заступник голови Кишинівського міськвиконкому
- Унгурян Валентин Георгійович — ректор Кишинівського сільськогосподарського інституту імені Фрунзе
- Фандофан Сергій Федорович — 1-й секретар Окницького райкому КПМ
- Фомін Василь Михейович — міністр автомобільного транспорту Молдавської РСР
- Цимай Павло Максимович — голова Бендерського міськвиконкому
- Цуркан М.М. —
- Цуркану Анатолій Іванович — 1-й секретар Суворовського райкому КПМ
- Шишияну Анна Георгіївна — бригадир ефіроолійної механізованої бригади радгоспу-заводу «Троянда Молдавії» Леовського району
- Юкін Володимир Максимович — міністр побутового обслуговування населення Молдавської РСР

### Члени Ревізійної комісії КП Молдавії
- Буга П.В. —
- Гоменюк Т.В. —
- Єфимов В.М. —
- Єшану Л.Н. —
- Жикул Максим Спиридонович — 1-й секретар Кутузовського райкому КПМ
- Загорський Василь Георгійович — голова правління Спілки композиторів Молдавської РСР
- Загрудна Л.Є. —
- Качеровська Віра Володимирівна — оператор
- Клевцов Д.А. —
- Кушнір В.П. —
- Лупашку Михайло Феодосійович — віце-президент Академії наук Молдавської РСР
- Мар'ясов Н.П. —
- Матейчук Л.Я. —
- Мунтян Д.Х. —
- Неживой Василь Семенович — 1-й секретар Каушанського райкому КПМ
- Нестор В.П. —
- Олару Федір Григорович —
- Омелян Микола Михайлович — бригадир монтажників будівельного управління № 36 Бельцького будівельного тресту
- Паларія Борис Федорович — 1-й секретар Дубосарського райкому КПМ
- Пушкаш Віктор Степанович — голова Верховного Суду Молдавської РСР
- Радевич А.Н. —
- Роман Є.Д. —
- Секрієру К.Л. —
- Стадинчук Н.В. —
- Страту І.Я. —
- Тимотін І.Є. —
- Топал М.І. —
- Урекян С.А. —
- Царалунга А.Є. —
- Ярова Ю.В. —
- Ярутін Володимир Кузьмич — міністр сільського будівництва Молдавської РСР